# Plebiscyt Przeglądu Sportowego 1950
16. Plebiscyt Przeglądu Sportowego na najlepszego sportowca Polski zorganizowano w 1950 roku.

## Wyniki
1. Helena Rakoczy - gimnastyka (53 096 pkt.)
2. Emil Kiszka - lekkoatletyka (46 580)
3. Władysław Skonecki - tenis (42 220)
4. Irena Kempówna - szybownictwo (30 056)
5. Zygmunt Chychła - boks (28 319)
6. Magdalena Bregulanka - lekkoatletyka (26 692)
7. Alfred Smoczyk - żużel (20 858)
8. Gotfryd Gremlowski - pływanie (17 451)
9. Gerard Cieślik - piłka nożna (10 722)
10. Wacław Wrzesiński - kolarstwo (6233)